# Donal Lenihan
Pour les articles homonymes, voir Lenihan.
Pas d'image ? Cliquez ici

a Compétitions nationales et continentales officielles uniquement.

b Matchs officiels uniquement.
Dernière mise à jour le 19 février 2024.
Donal Lenihan, est né le 12 septembre 1959 à Cork. C’est un ancien joueur de rugby à XV qui a évolué avec l'équipe d'Irlande au poste de deuxième ligne.

## Carrière
Donal Lenihan dispute son premier test match, le 21 novembre 1981 contre l'équipe d'Australie. Son dernier test match est contre l'équipe du pays de Galles, le 18 janvier 1992.
Il dispute trois matchs de la Coupe du monde 1991 et quatre matchs de la Coupe du monde 1987 en tant que capitaine.
Il obtient cinquante-deux sélections avec l'Irlande, dont dix sept comme capitaine.
Il est le manager des Lions britanniques lors de leur tournée en Australie en 2001.

## Palmarès
- 52 sélections
- Sélections par années : 1 en 1981, 4 en 1982, 4 en 1983, 5 en 1984, 4 en 1985, 5 en 1986, 8 en 1987, 7 en 1988, 5 en 1989, 4 en 1990, 4 en 1991, 1 en 1992
- Tournois des Cinq Nations disputés: : 1982, 1983, 1984, 1985, 1986, 1987, 1988, 1989, 1990, 1991, 1992
- Vainqueur du Tournoi des Cinq Nations en 1982, 1983 et 1985